# Stanisław Piekarski (zm. 1567)
Stanisław Piekarski herbu Rola (zm. w 1567 roku) – podkomorzy brzeskokujawski w latach 1546-1561.
Poseł na sejm parczewski 1564 roku z województwa łęczyckiego.